# Joe Milton
Joseph Jay Milton III (Pahokee, 6 marzo 2000) è un giocatore di football americano statunitense che milita nel ruolo di quarterback per i Dallas Cowboys della National Football League (NFL).

## Carriera universitaria

### Michigan
Milton passò I primi due anni a Michigan (2018, 2019) come riserva di Shea Patterson. In quei due anni disputò otto partite, completando 6 passaggi su 11 per 117 yard, un touchdown, due  intercetti e due touchdown su corsa.
Milton compete con Dylan McCaffrey per essere il titolare di Michigan nel 2020. Milton fu considerato il favorito dopo che McCaffrey decise di cambiare istituto. A causa della pandemia di COVID-19, la stagione di Michigan fu accorciata a sole sei partite. Milton iniziò come titolare le prime tre partite ma perse rapidamente minutaggio in favore di Cade McNamara col procedere della stagione. Chiuse con 1.077 yard passate, 4 touchdown e 4 intercetti, oltre a 109 yard corse e un altro touchdown, con i Wolverines che ebbero un record di 2-4.

### Tennessee
Milton si trasferì a Tennessee, dove fu nominato titolare prima della stagione 2021. Nella seconda partita contro Pittsburgh, Milton subì un infortunio e Hendon Hooker, un altro quarterback trasferitosi da Virginia Tech, lo sostituì. Contro Georgia numero 1 del ranking passò un touchdown da subentrato nella sconfitta per 41–17 del 13 novembre. Milton dispute sei partite da riserva per il resto della stagione 2021.
Nella stagione 2022 Hooker fu il titolare primario dei Volunteers che terminarono con un bilancio di 11–2. Milton giocò come riserva per tutta la stagione. Il 19 novembre contro South Carolina, Hooker subì un infortunio al legamento crociato anteriore che gli fece chiudere l’annata, così Milton tornò titolare. La prima gara come titolare della stagione la dispute contro Vanderbilt, passando 147 yard e un touchdown nella vittoria per 56-0. Tennessee si qualificò per l’Orange Bowl contro Clemson numero 7 del ranking. In quella partita Milton passò 251 yard e tre touchdown nella vittoria per 31–14, venendo premiato come miglior giocatore dell’incontro.
Milton iniziò la stagione 2023 come quarterback titolare. Nella vittoria su Virginia passò due touchdown e ne segnò due su corsa nella vittoria per 49–13. Dopo tre touchdown totali nella vittoria per 30–13 su Austin Peay, Milton e i Vols persero la prima partita contro Florida il 16 settembre. All’inizio della gara vinta per 45–14 su UTSA, Milton segnò un touchdown su una corsa da 81 yard, un record dell’istituto per un quarterback. Dopo vittorie su South Carolina e Texas A&M, Milton passò 271 yard e 2 touchdown nella sconfitta contro Alabama. CHiuse la stagione passando 383 yard, 4 touchdown e 2 segnati su corsa nella vittoria su Vanderbilt. Furono il massimo numero di touchdown totali per un giocatore dei Volunteers dal 2009. Tennessee chiuse con un record di 8–4 e Milton optò per non giocare nel bowl di fine stagione.

## Carriera professionistica

### New England Patriots
Milton fu scelto dai New England Patriots nel corso del sesto giro  (193º assoluto) del Draft NFL 2024. A inizio stagione fu nominato terzo quarterback nelle gerarchie della squadra dietro a Jacoby Brissett e all’altro rookie Drake Maye.
Milton debuttò il 5 gennaio 2025 nell’ultima gara della stagione contro i Buffalo Bills sostituendo Maye, che lasciò la partita dopo il drive in iniziale. Chiuse la partita completando 22 passaggi su 29 per 241 yard, un touchdown passato e uno segnato su corsa nella vittoria per 23-16 che impedì ai Patriots di ottenere la prima scelta assoluta nel Draft NFL 2025.

### Dallas Cowboys
Il 3 aprile 2025 Milton fu scambiato con i Dallas Cowboys assieme a una scelta del settimo giro per una scelta del quinto giro del Draft 2025.